# Pretore (storia romana)
Il pretore, in latino praetor, era un magistrato romano dotato di imperium e iurisdictio. Il suo mandato era di un anno e faceva parte di un collegio di 8 funzionari. L'attività del Praetor si concretizzava nella concessione dell'actio, cioè lo strumento con cui si permetteva ad un cittadino romano che chiedeva tutela, nel caso in cui non ci fosse una lex (legge) che prevedesse la tutela, di agire in giudizio, e portare quindi la situazione dinanzi al magistrato.
"Pretori" (in lat. praetores, plurale di praetor), secondo Cicerone e Tito Livio, erano detti i consoli nella prima fase repubblicana. Tale titolo li avrebbe designati come capi dell'esercito; egli riteneva che il termine contenesse le stesse componenti elementari del verbo prae-ire (andare avanti a tutti, precedere, guidare). In effetti il periodo e l'incarico di comando dei consoli poteva essere detto pretorio e già in un frammento di una legge delle XII tavole riportato da Aulo Gellio si fa menzione del pretore come del massimo magistrato cittadino. Così anche Tito Livio, che testimonia di un'antica legge in cui si parlava di un alto magistrato detto praetor maximus.
Pretore era anche il titolo di una carica presso altre comunità di Latini oltre ai Romani, ed è anche il nome che Livio dava allo stratego degli Achei.

## Origini
La pretura, intesa quale magistratura distinta dal consolato, venne istituita nel 367 a.C. La carica aveva durata annuale ed era accessibile solo ai patrizi. Fu infatti creata come soluzione di compromesso tra patrizi e plebei allo scopo di controbilanciare l'ottenimento da parte dei plebei dell'accesso al consolato: tuttavia già nel 337 venne nominato il primo pretore plebeo, Quinto Publilio Filone. Il pretore era detto "collega consulibus", e veniva eletto con gli stessi auspici nei Comitia Centuriata. I consoli venivano eletti per primi, e dopo toccava ai pretori.
Grazie al potere di imperium e al potere di iurisdictio di cui era parimenti dotato, riuscì a svolgere una funzione propulsiva dell'ordinamento giuridico, correggendo e colmando le lacune dello ius civile. La pretura era in origine una specie di consolato, e le funzioni dei pretori erano una parte di quelle dei consoli che, secondo Cicerone, venivano chiamati anche iudices a iudicando. I pretori a volte comandavano l'esercito dello stato; e mentre i consoli erano assenti con le loro armate, esercitavano le funzioni di questi ultimi all'interno della città.
Era anche un Magistratus Curulis e possedeva l'Imperium, e di conseguenza era uno dei Magistrati Maiores: ma doveva rispetto e obbedienza ai consoli. Le insegne del suo ufficio erano sei littori, la sella curule, la toga praetexta. In un periodo successivo il pretore, a Roma, aveva solo due littori. La pretura veniva inizialmente assegnata al console dell'anno precedente, come risulta da Livio. L. Papirio fu pretore dopo essere stato console.
Nell'anno 242 a.C., fu nominato un altro pretore il cui incarico era di amministrare la giustizia, in materia di dispute tra peregrini e cittadini Romani.
Si ebbero così due pretori:
- il praetor peregrinus, avente giurisdizione sulle controversie tra cives e peregrini e tra peregrini;
- il praetor urbanus "qui ius inter cives dicit", e talvolta semplicemente praetor urbanus o praetor urbis.

In origine chiamato semplicemente praetor, assunse il nome di "praetor urbanus" quando, con l'aumentare dei territori controllati da Roma si rese necessaria la creazione del Praetor peregrinus che si occupasse di amministrare la giustizia nelle campagne.

## Funzioni dei pretori
Il Praetor Urbanus era chiamato Pretore, ed era il primo del suo grado. I suoi doveri lo confinavano a Roma, come è implicito nel suo nome, e poteva lasciare la città solo per dieci giorni alla volta. Era parte dei suoi compiti di sovraintendere ai Ludi Apollinares. I limiti dell'amministrazione di questi due pretori erano espressi dai termini della Urbanae Provinciae.
Le principali funzioni giudiziarie dei pretori nelle questioni civili, consistevano nel dare un iudex. Era solo nel caso delle interdizioni, che decidevano in maniera sommaria. I procedimenti davanti al pretore erano tecnicamente detti essere in iure.
I pretori presiedevano anche i processi penali. Questi erano le Quaestiones perpetuae, o i processi per Repetundae, Ambitus, Maiestas, e Peculatus, i quali, quando c'erano sei pretori, erano assegnati a quattro di essi. Silla aggiunse a queste Quaestiones quelle di Falsum, De Sicariis et Veneficis, e De Parricidis, e a questo scopo aggiunse due, o secondo altre fonti, quattro pretori; i resoconti di Pomponio e di altri scrittori non concordano su questo punto. In queste occasioni il pretore presiedeva, ma un corpo di giudici determinava, per maggioranza dei voti, la condanna o l'assoluzione dell'accusato.
Il pretore, quando amministrava la giustizia, sedeva su una sella Curulis, in un Tribunale, che era quella parte della Corte, assegnata al pretore e ai suoi assessori e amici, ed è opposto alla Subsellia, la parte occupata dai giudici e dagli altri presenti.
Ma il pretore poteva compiere molti atti ministeriali al di fuori della corte o, come si diceva, e plano, o ex aequo loco, termini che si contrapponevano a e tribunali o ex superiore loco: ad esempio, poteva in alcuni casi dare validità all'atto di manomissione quando era al di fuori della corte, sulla via per i bagni o per il teatro.
Una persona che era stata espulsa dal Senato poteva recuperare il suo grado venendo nominato pretore. Sallustio divenne pretore con questo sistema.

### Epoca repubblicana
I due pretori determinavano per sorteggio quali funzioni dovessero rispettivamente esercitare. Se uno dei due era alla guida dell'esercito, l'altro esercitava le funzioni di entrambi all'interno della città. A volte l'imperium di un pretore veniva prolungato per un secondo anno. Quando i territori dello stato si estesero oltre i confini dell'Italia, vennero creati nuovi pretori. Perciò due pretori vennero creati nel 227 a.C., per l'amministrazione di Sicilia e Sardegna, e altri due vennero aggiunti con la formazione delle due province spagnole nel 197 a.C. Quando c'erano sei pretori, due restavano in città, e gli altri quattro erano inviati fuori. Il Senato determinava le loro province, che venivano distribuite per sorteggio.
Dopo la perdita delle funzioni giudiziarie nella città, un pretore spesso aveva l'amministrazione di una provincia con il titolo di Propretore, e talvolta con il titolo di Proconsole. Silla portò il numero di pretori a otto, che Giulio Cesare innalzò successivamente a dieci (nel 47 a.C.), dodici, quattordici (nel 45 a.C.) e sedici (nel 44 a.C.).

### Epoca imperiale
Augusto, dopo diversi cambi, aumentò il loro numero e lo fissò a dodici ed un'età minima di 30 anni. Il tesoro (aerarium trapetium) non fu più amministrato dai questori urbani, ma da pretori anziani o ancora in carica.
Sotto Tiberio ce ne furono sedici. Due pretori vennero nominati da Claudio per questioni relative alla Fideicommissa, quando il lavoro in questo dipartimento della legge divenne considerevole, ma Tito ridusse il numero a uno; e Nerva aggiunse un pretore per le decisioni sulle diatribe tra fiscus e individui.
Marco Aurelio, secondo il Capitolinus (M. Ant. c10), nominò un pretore per le questioni relative alla tutela, che doveva prendere servizio dopo che Pomponio scrisse le Pandectae. I principali doveri dei pretori erano giudiziari, e sembra che si ritenne necessario di volta in volta, incrementare il loro numero, per assegnarli a particolari dipartimenti dell'amministrazione della giustizia.
Nel 395 d.C., le responsabilità dei pretori erano state ridotte a un ruolo puramente municipale. Il loro unico compito era quello di gestire le spese per l'esibizione di giochi o sui lavori pubblici. Tuttavia, con il declino degli altri uffici romani tradizionali come quello di tribuno, la pretura rimase un importante portale attraverso il quale gli aristocratici potevano accedere al senato occidentale o al orientale. La pretura appariva una posizione costosa da ricoprire, poiché ci si aspettava che i pretori potessero disporre di un tesoro da cui attingere fondi per espletare i loro doveri municipali.

## Altre funzioni
Talvolta venivano loro assegnati dei doveri straordinari, come nel caso del Praetor Peregrinus (144 a.C.) che venne nominato da un Senatusconsultum per sorvegliare la riparazione di certi acquedotti e per impedire l'utilizzo improprio dell'acqua.